# Davea vadoni
Davea vadoni là một loài bướm đêm trong họ Erebidae.